# Elpenore
Elpenore (in greco antico: Ἐλπήνωρ?), nella mitologia greca, è uno dei compagni di Ulisse, presente nell'Odissea.

## Mito
Durante la sosta presso Circe, venne trasformato, insieme ad altri Greci, in un maiale. Successivamente, la dea gli ridiede le sue fattezze umane. 
Ubriaco, Elpenore si sdraiò a dormire sul tetto dell'abitazione di Circe. Al mattino, essendosi dimenticato di dove si trovasse, cadde e morì per la rottura dell'osso del collo.
Fu la prima anima che Ulisse vide durante l'evocazione dei morti. Elpenore non era stato ancora tumulato, e dunque la sua anima si trovava al di fuori dell'Ade. Pregò dunque Ulisse di dargli adeguata sepoltura. Ulisse si impegnò in tal senso e, una volta terminata l'evocazione, fece seppellire il compagno morto a Eea, l'isola di Circe.

## Curiosità
- Elpenore è il personaggio principale nel videogioco Rock of Ages 3.

| Controllo di autorità | J9U (EN, HE) 987007563825505171 |